# Scheiße
"Scheiße" é uma canção gravada pela cantora e compositora norte-americana Lady Gaga para o seu segundo álbum de estúdio, Born This Way (2011), no qual aparece como a sétima faixa do alinhamento. Composta, produzida e arranjada pela própria com o auxílio de RedOne, um artista marroquino e colaborador de longa data, a ideia para a sua concepção surgiu após a intérprete ter passado uma noite de curtição em uma discoteca na cidade de Berlim, Alemanha, com os seus amigos, tendo o tema tido as suas letras prontamente escritas no dia seguinte, com a gravação decorrido em um estúdio embutido no autocarro usado nas paragens europeias da The Monster Ball Tour (2010-11). Musicalmente, é uma obra do género dance-pop que levemente incorpora elementos notórios de música techno e electroclash, bem como o eurodisco.
"Scheiße" foi revelada para o público e imprensa pela primeira vez em um desfile de moda do designer francês Thierry Mugler em meados de Janeiro de 2011, no qual Gaga fez a sua estreia como modelo de passarelle. A resposta da crítica especialista em música contemporânea foi imediata; a maior parte dos resenhistas vangloriou o trabalho pelo seu apelo dançante e batidas electrónicas características de música de artistas europeus. A frase de abertura da faixa, "I don't speak German, but I can if you like", foi universalmente vangloriada pelos analistas musicais. Todavia, alguns críticos ficaram divididos quanto à inserção de letras em alemão na canção. Após o lançamento mundial inicial de Born This Way, "Scheiße" alcançou o seu pico dentro das vinte melhores posições da tabela de download de canções internacionais na Coreia do Sul. Ademais, após Gaga interpretar a canção no episódio final do programa de televisão Germany's Next Topmodel, a mesma estreou no número noventa da tabela de downloads digitais da Alemanha.
"Scheiße" foi inclusa no repertório de canções da The Born This Way Ball (2012-13) como a última canção do alinhamento.

## Antecedentes e lançamento
"Esta canção eu escrevi logo após ter saído de Berlim. Eu fui ao Lab.Oratory Club na noite anterior [11 de Maio de 2010], e me diverti bastante com os meus amigos e, então, no dia seguinte, escrevi 'Scheiße'. Eu fiquei tipo 'merda, [a canção] é boa'. Mas também tive uma outra intenção, porque esta canção é na verdade sobre querer ser uma mulher forte sem toda aquela merda que vem ao longo do caminho desse processo. Tudo o que se envolve no seu caminho e lhe impede de ser brava. Não é a única palavra que conheço, eu apenas gosto da palavra. É sexy."

— Gaga em entrevista a uma revista, na qual revelou que as letras em alemão foram propositadamente inclusas em "Scheiße".
Em Março de 2010, em entrevista à MTV do Reino Unido, Gaga afirmou que já havia dado início à produção do seu segundo álbum de estúdio e que já havia terminado de escrever o tema central do mesmo. Três meses depois, em entrevista à revista Rolling Stone, a artista declarou que o disco já tinha sido concluído, porém, não seria lançado até 2011. No último trimestre de 2010, Troy Carter, empresário de Gaga, e o produtor musical marroquino RedOne deram opiniões pessoais sobre o álbum. Carter disse: "Estamos muito animados. Estamos a começar a reproduzir um pouco para as pessoas e a obter uma sensação sobre ele, e ela fez um trabalho incrível." RedOne adicionou: "Eu acho que este é mais o seu álbum de liberdade. [... Este] disco que ela está a fazer é precioso demais para falar." Inicialmente, a cantora informou que anunciaria o título do disco no fim do ano, mas essa decisão não se materializou, quando na noite de 12 de Setembro de 2010, na cerimónia dos MTV Video Music Awards, ela recebeu o prémio de "Vídeo do Ano" por "Bad Romance" (2010), tendo de seguida anunciado o nome do seu segundo trabalho de estúdio.

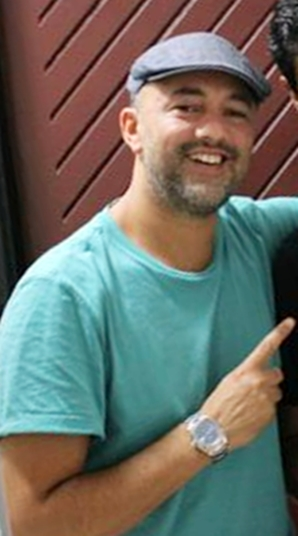
"Scheiße" foi co-escrita e produzida por RedOne, que ainda produziu outras três faixas de Born This Way.

"Scheiße" é resultado de um trabalho colaborativo entre Gaga e RedOne, tendo sido originalmente gravada em um estúdio embutido no autocarro da The Monster Ball Tour em 2010, e mais tarde misturada no Larrabee Sound Studios em North Hollywood, Califórnia, por Trevor Muzzy. Esta foi a primeira de quatro faixas do álbum a serem produzidas por RedOne, que mais tarde viria a co-produzir "Judas", "Hair" e "Highway Unicorn (Road to Love)". Gaga afirmou que a canção foi inspirada por uma noite de curtição no clube nocturno Lab.Oratory na cidade de Berlim, Alemanha e que o seu objectivo era de escrever letras que revelassem a sua intenção de querer ser má sem precisar da permissão dos "seus superiores". Logo no dia seguinte, ela escreveu a letra e compôs os arranjos para "Scheiße", declarando que "ficou tipo 'merda, [a canção] é boa'..."
Em entrevista à BBC, a cantora confirmou que o primeiro single de Born This Way seria lançado em Fevereiro de 2011 e que o disco seria divulgado "em breve". Em meados de 2011, a MTV anunciou que a artista iria estrear uma nova canção do seu então futuro projecto no desfile de moda do designer Thierry Mugler, para o qual Gaga fora nomeada directora musical e iria fazer a sua estreia como modelo de passarele. Nesse desfile, intitulado Anatomy of Change e decorrido a 19 de Janeiro, foi revelada a obra "Government Hooker" e ainda realizada uma ante-estreia de uma porção da versão remix de "Scheiße" produzida pelo DJ White Shadow, um frequente colaborador da cantora. Este remix apresentava uma batida pulsante de dança com pedaços de palavras alemãs e terminava com as letras "I'll take you out tonight / say whatever you like", sendo que a artista optou por não cantar o refrão. O editor de moda italiano Nicola Formichetti, que é grande amigo de Gaga e também director criativo de Mugler, fez elogios à apresentação da cantora e ainda publicou uma parte da letra de "Scheiße" no Twitter poucos dias após o desfile. Além disso, estreou ainda um filme curto que continha um outro remix da canção.
Antes de Born This Way atingir as lojas, várias canções do álbum foram sendo divulgadas como maneira de antecipar e promover o seu lançamento. Três faixas foram lançadas no jogo virtual online FarmVille. Elas foram: "Marry the Night" a 17 de Maio de 2011, seguida por "Eletric Chapel" no dia seguinte, e "Fashion of His Love" no dia após este. O remix do DJ White Shadow para "Fashion of His Love também se tornou disponível no Farmville, bem como as faixas "Government Hooker", "Americano", "Scheiße", "Bad Kids", "Yoü and I" e "Born This Way (Jost & Naaf Remix)", e foram transmitidas online entre 20 e 23 de Maio de 2011. O remix produzido pelo DJ White Shadow foi posto para venda digital no Amazon.com a 21 de Maio.
Gaga anunciou a 26 de Novembro de 2010, durante as apresentações da The Monster Ball Tour em Gdansk, Polónia, que Born This Way poderia ter até vinte faixas, e prometeu que seria o álbum da década. Acrescentou também que ele estava completamente terminado e cheio de "batidas dançantes". Foi confirmado em uma entrevista à Vogue que das dezassete faixas que haviam sido gravadas para o álbum, somente quatorze delas iriam aparecer na edição final da versão padrão. As três faixas restantes iriam ser lançadas em uma edição deluxe exclusiva na loja digital Target. Born This Way foi finalmente lançado a 23 de Maio, com esta música aparecendo como a sétima faixa da versão padrão do mesmo. Gaga comentou na sua página online Littlemonsters.com que queria que "Scheiße" fosse lançada como um single, contudo, a sua editora discográfica não queria que ela o fizesse.

## Estrutura musical e conteúdo
"Scheiße" é uma obra do género dance-pop fortemente influenciada por elementos de música techno, electroclash e eurodisco. Andrew Unterberger, do blogue PopDust, notou influências de Madonna na faixa, inclusive "Justify My Love" (1990) que, tal como "Scheiße", tem segmentos no qual a artista fala ao invés de cantar as letras. "Scheiße" foi descrita como "uma mistura estranha de música mecca digestível de centro comercial norte-americano e o baque de música electrónica tocada em discotecas alemãs." A canção apresenta um baixo "encardido" e tantos sintetizadores "efervescentes" que acaba por provocar uma "agressão de teclado nos sentidos". As letras do tema são sobre empoderamento feminino. Apesar do tema de "Scheiße" ser similar ao tema inspiracional de outras canções de Born This Way, um repórter do jornal The Village Voice questionou a honestidade das letras feministas, recordando Gaga ter dito uma vez: "Eu não sou uma feminista. Eu aclamo os homens, eu amo os homens", mas chama a si mesma na canção de "blond high-heeled feminist enlisting femmes for this". "Será que esta é alguém que estamos a ver evoluir ou alguém que, à qualquer momento, realmente não sabe sobre o que está a falar?", escreveu o repórter. A expressão alemã "scheiße", quando traduzida para a língua portuguesa, pode ser percebida como "merda". Gaga repetidamente fala em alemão na canção, que acaba soando como algaravia ao longo da mesma, embora fale com um sotaque francês.
O tema inicia com Gaga a dizer "I don't speak German, but I can if you like", seguindo imediatamente para uma estrofe falada em alemão falso. Após isto, avança para o gancho: "I’ll take you out tonight, say whatever you like, scheiße be mine", que é acompanhado por um pré-refrão apoiado por sintetizadores sincopados no pano de fundo, com influências de música techno. O refrão da canção, no qual a cantora inclui a palavra "Scheiße", é apoiado por sintetizadores que soam como "guinchos contundentes". O refrão é acompanhado pela artista a cantar "oh oh oh oh oh" por entre versos com uma voz alterada electronicamente. As estrofes seguintes, que contêm letras sobre Gaga ser uma mulher forte, são todas acompanhadas por sintetizadores "rosnantes e guturais" e são misturados com alemão e inglês. De acordo com a partitura publicada pela Hal Leonard Corporation na página online Musicnotes.com, "Scheiße" foi composta no compasso de tempo comum com um andamento que se desenvolve no metrónomo de 131 batimentos por minuto. Foi composta na tonalidade de Dó menor, com a voz de Gaga abrangendo Fá3 até Dó♯5. A canção segue a sequência harmónica de Dóm-Dóm/Dóm-Mi♭/Solm como a sua progressão de acordes.

## Recepção crítica
| Críticas profissionais | Críticas profissionais |
| Avaliações da crítica  | Avaliações da crítica  |
| Fonte                  | Avaliação              |
| ---------------------- | ---------------------- |
| BBC                    | (positiva)             |
| Billboard              | (mista)                |
| The Daily Telegraph    | (positiva)             |
| The Guardian           | (positiva)             |
| NME                    | (positiva)             |
| Rolling Stone          | (mista)                |
| Slant Magazine         | (positiva)             |
| Slate                  | (positiva)             |
| Spin                   | (positiva)             |
| The Village Voice      | (mista)                |

Em geral, "Scheiße" foi recebida com opiniões positivas pelos críticos especialistas em música contemporânea, com alguns apontando-a como o destaque de Born This Way, inclusive Möhammad Choudhery, jornalista da página online Consequence of Sound.

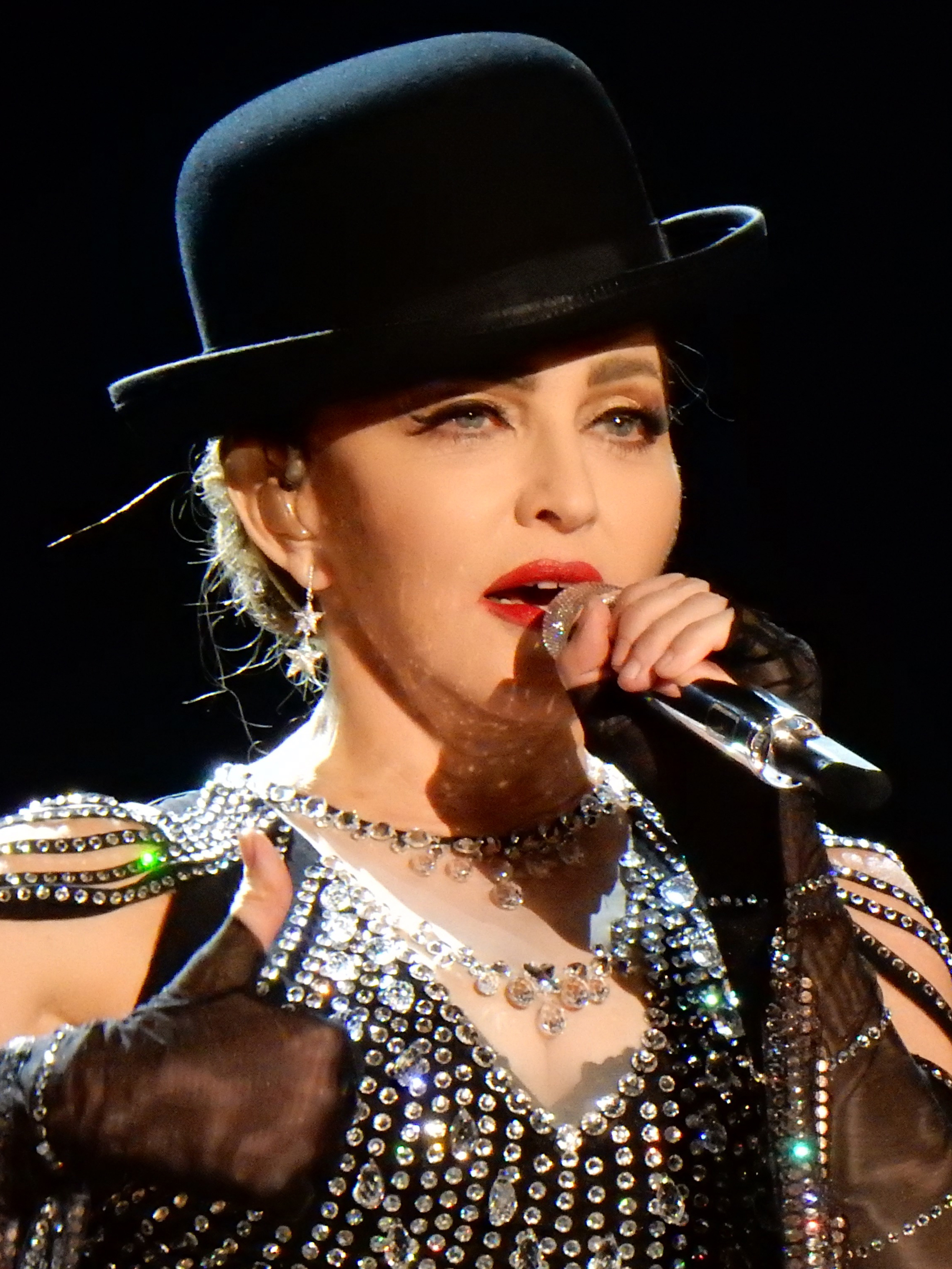
Tal como várias canções de Born This Way, "Scheiße" recebeu comparações a trabalhos da cantora norte-americana Madonna, inclusive "Justify My Love" (1990).

Lan Wade, para o portal britânico BBC, definiu "Scheiße" como "uma canção monstruosa que suplica por um vídeo musical com uma temática sexual e masoquista." O resenhista Dan Martin, para a revista NME, achou que o tema é comparável a trabalhos de Madonna, afirmando: "[a canção] canaliza Miss Kittin a fazer uma versão rave de "Erotica" de Madonna", o que faz da obra "uma canção pop comandante" e um "trunfo". Um repórter musical do jornal The Village Voice considerou "Scheiße" como um "ponto alto" do álbum, no entanto, questionou a sinceridade das letras feministas. Abordando ainda tal conteúdo lírico, Neil McCormick, para o periódico britânico The Daily Telegraph, declarou que na faixa, Gaga "transmite aforismos feministas por cima de uma batida que bombeia um baixo efervescente e pulsante", enquanto Sal Cinquemani, na sua análise à Born This Way para a revista Slant, declarou que "Scheiße" "é um manifesto feminino techno [semelhante] à [Marlene] Dietrich e Madonna sob influência de esteroides." Escrevendo para a revista musical Billboard, Kerri Manson achou o tema "antiquado", mas vangloriou o seu refrão, opinião esta partilhada por Tim Jonze, do jornal The Guardian, cuja descrição sobre o refrão foi "ridiculamente cativante" e declarou que o mesmo é o aspecto mais importante da canção. Ele também notou influências de música techno de Berlim na instrumentação da faixa, que considerou como "decadentes". Não obstante, Jody Rosen, para a Rolling Stone, descreveu o refrão como "de mão-cheia" e opinou que a batida da canção é "genérica de eurodisco". As letras em alemão falso foram criticadas por Rosen, tendo as descrito como "algaravia que soa como alemão, mas nunca chega a ser". Matthew Perpetua, também para a Rolling Stone, declarou que o tema "evoca memórias dos éxitos dos anos 1990 como C&C Music Factory, música snap e RuPaul". Caryn Ganz, para a revista Spin, considerou a frase de abertura ("I don't speak German, but I can if you like") como "divertidamente absurda".
Tris McCall, para o New Jersey On-Line, apelidou "Scheiße" de "canção de semana" e recomendou-a para que fosse lançada como o próximo single de Born This Way, observando que ela não é "menos absurda" que os singles anteriores. McCall também prestou atenção às letras inarticuladas de Gaga e comparou-as ao que uma versão do filme Cabaret soaria se fosse feita por um grupo de estudantes do ensino secundário. Ele concluiu a sua resenha vangloriando a produção do tema. Craig Jenkins, para a revista Prefix, disse que a canção "manda pastar a merda [que é] o karaoke e arrebenta na pista de dança" e "afasta-se do carácter de viajar no tempo de Born This Way em favor de uma abordagem mais moderna." Ed Commentale, para o Tinymixtapes, fez uma análise mista ao alemão na canção, escrevendo que "a cantora não está a falar a língua do povo alemão, mas sim actualizando-a ao novo milénio, intimando esta nação a avançar da sua história trágica para uma nova era cheia de de amor e dança... ['Scheiße'] revela uma certa negligência em relação aos factos e a realidade." Nathan Heller, para a revista Slate, comparou a faixa à faixas de dança do Mediterrâneo, tendo declarado que a mesma foi "feita à medida para um público internacional".
Jorge Cruz, para a revista musical URB, comentou que, juntamente com outras faixas de Born This Way, "Scheiße" tem "uma composição muito boa e uma sonoridade forte." Amy Sciarretto, para o blogue PopCrush, atribuiu à faixa a classificação de duas estrelas e meia a partir de uma escala de cinco, argumentando que "é uma mistura estranha de digerir. É deslumbrante, uma delícia de eurotrash, mas é também uma das canções menos interessantes de Born This Way, como a singularidade de Gaga é definitivamente não atrevida o suficiente." Andrew Unterberger, para o blogue PopDust, atribuiu à faixa a classificação de três estrelas a partir de uma escala de cinco, declarando que a mesma soa como um convite à era do electroclash com um baixo encardido, secções de palavras mal expressas e letras em alemão ao acaso, que inevitavelmente converter-se-à em um outro arrasador de discotecas neo." Unterberger teve uma opinião positiva sobre o uso de sintetizadores e comentou que "a proclamação do pré-refrão, 'If you're a strong female / you don't need permission',, e um pouco tanto 'Justify My Love'. Um repórter da página LGBT online latina CromosomaX escreveu que a mistura do DJ White Shadow "surpreendentemente não soa à merda, soa muito como uma discoteca berlinense, tipo o Panorama Bar." Nathan Jolly, para o portal The Music Network, declarou que "Scheiße" "é genial e será dominadora de discotecas no próximo ano." Embora tenha achado que Born This Way não foi um dos melhores álbuns de Gaga, Léo Ribeiro, para o blogue brasileiro Yes Pop!, destacou as faixas "Heavy Metal Lover", "Scheiße" e "Bad Kids" como as melhores.

## Divulgação

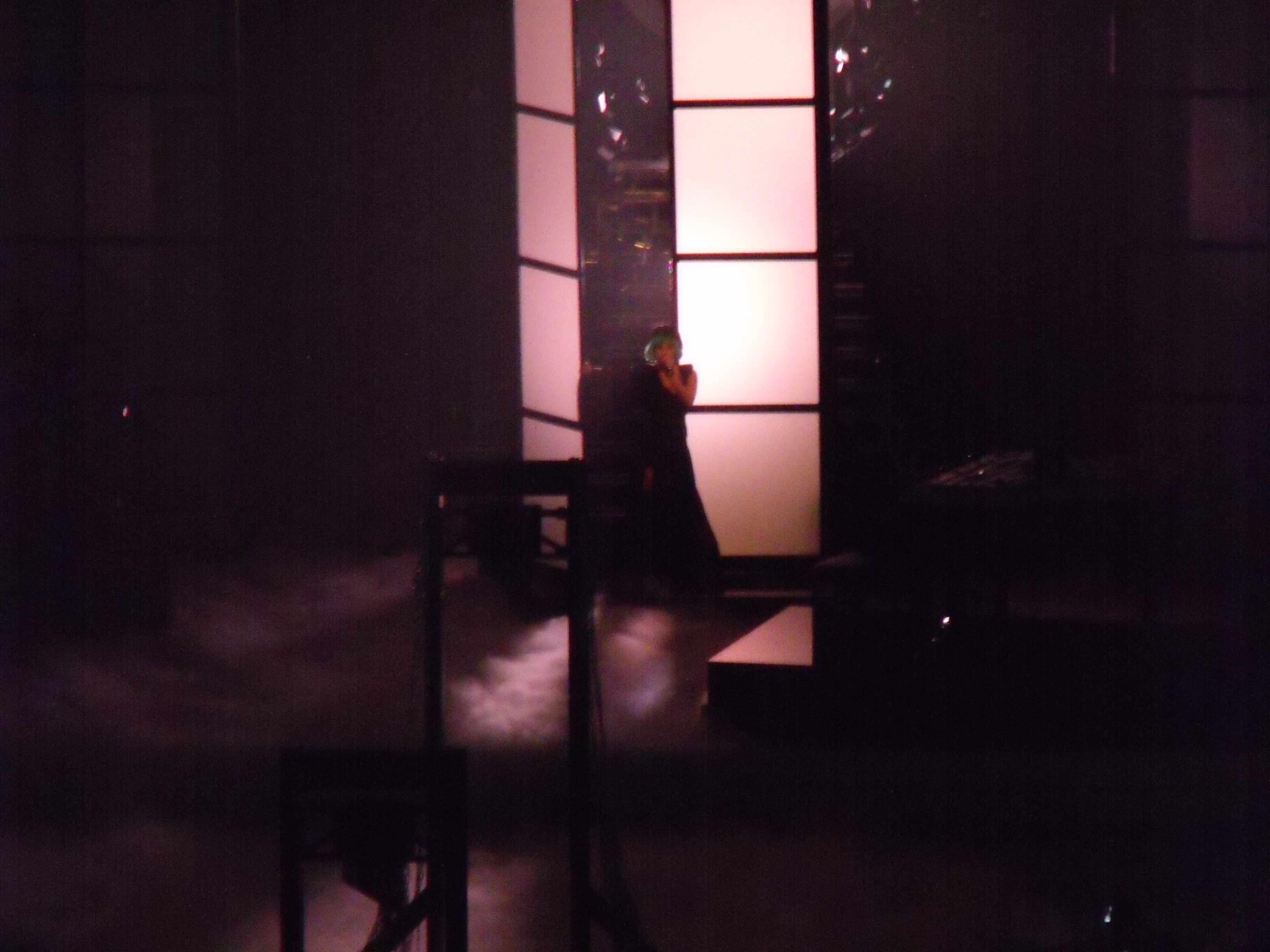
Gaga incluiu a primeira estrofe de "Scheiße" na sua apresentação no episódio final de Germany's Next Topmodel, transmitido a 9 de Junho de 2011 na Alemanha.

Gaga incluiu a primeira estrofe de "Scheiße" na sua apresentação no episódio final do programa de televisão Germany's Next Topmodel, filmado na Arena Lanxess na cidade alemã de Colónia e transmitido a 9 de Junho de 2011. Ela emergiu de uma soleira debaixo de uma porta bem iluminada usando uma peruca turquesa, um chapéu preto e um longo vestido preto, tendo em seguida caminhado até um piano. Apenas as frases em alemão e o primeiro verso da canção foram cantados, tendo a artista movido para um piano decorado com notas de dólares norte-americanos e cantado uma versão acústica de "Born This Way". Após isto, começou a andar pela passarela enquanto cantava "The Edge of Glory" e terminava a sua performance. Em uma análise desta apresentação, Ray Rodriguez, do portal ImpreMedia, afirmou que "Gaga assumiu o controle do palco. Gaga sempre nos dá algo sobre o que falar. E a sua apresentação não foi nenhuma excepção e, desta vez, ela foi vista a dançar ao longo de uma fila de guilhotinas que liam 'sexo' e 'dinheiro' e 'vaidade' enquanto dançarinos semi-nus lhe atiravam notas." Por outro lado, Charlie Amter, para o portal The Hollywood Reporter, afirmou que "Gaga deslumbrou os seus fãs alemães". Não obstante, Becky Bain, para o portal Idolator, foi menos receptiva, declarando que a artista "não sabe que está a actuar em um programa no qual há modelos, pois não!? Que desempenho tão baixo."
A estrofe de abertura, cantada em alemão falso, a estrofe a seguir a essa e o refrão abriram a performance de Gaga no festival de música da iHeartRadio em Las Vegas, Nevada. Além disso, o tema foi incluso no repertório de canções da digressão The Born This Way Ball (2012-13), sendo cantada após "Paparazzi" (2009). A cantora, que tinha tranças louras compridas na sua cabeça, realizou uma coreografia complexa vestindo uma blusa preta e calças leves, descritas por Miguel Dumaual, do CBS News, como contendo "batidas sólidas de dance". No dia dos namorados de 2012, Gaga revelou, de uma maneira discreta, através do Twitter, que a campanha comercial para a sua então futura fragrância nova, intitulada Fame, seria editada em torno de "Scheiße". "[Estou] ansiosa por este fim-de-semana. [Vou] gravar a campanha comercial para o meu perfume com Steven Klein. Será editada em torno de uma canção especial... merda", escreveu a cantora. A 14 de Agosto seguinte, foi finalmente divulgado o primeiro trailer promocional para o produto, com "Scheiße" podendo ser ouvida no pano de fundo.

## Alinhamento de faixas e formatos
Em todas as versões lançadas de Born This Way, "Scheiße" foi inclusa como a sétima canção do alinhamento de faixas. O remix produzido pelo DJ White Shadow está disponível para download digital na Amazon.com e foi incluso no segundo disco da versão especial de Born This Way. Na compilação Born This Way: The Remix (2011), que consiste em remixes de canções de Born This Way, o remix produzido por Guéna LG aparece como a oitava faixa do alinhamento.
| - Download digital — Remix 1. "Scheiße" (DJ White Shadow Mugler) — 9:35 - Born This Way (#060252771838) 1. "Scheiße" — 3:45 | - Born This Way: Edição especial (Disco 2) 1. "Scheiße" — 9:35 - Born This Way: The Remix (#060252787000) 1. "Scheiße" (Guéna LG Remix) — 5:44 |

## Créditos e pessoal
Os créditos seguintes foram adaptados dos encartes dos álbuns Born This Way (2011) e Born This Way: The Remix (2011):
Gravação
- Gravada no estúdio do autocarro de digressão da The Monster Ball Tour em uma cidade da Europa
- Misturada no estúdio Larrabee em North Hollywood, Los Angeles, Califórnia, EUA
- Masterizada no estúdio Oasis Mastering em Burbank, Califórnia

Pessoal
- Stefani Germanotta — composição, produção e arranjos, vocalista, vocais de apoio
- Nadir Khayat — composição, produção e arranjos, edição vocal, arranjos vocais, engenharia acústica, instrumentação, programação, gravação vocal
- Trevor Muzzy — gravação vocal, edição vocal, engenharia acústica, mixagem
- Gene Grimaldi — masterização

## Desempenho nas tabelas musicais
Embora não tenha sido lançada individualmente como um single, "Scheiße" entrou nas tabelas musicais de diversos países, incluindo a Alemanha, onde estreou no número noventa na tabela de downloads digitais após Gaga ter incluído pedaços da faixa na sua apresentação ao vivo no Germany's Next Topmodel. Aquando do lançamento inicial de Born This Way, a canção alcançou a posição treze na tabela de downloads de canções internacionais na Coreia do Sul, saltando 21 posições da semana anterior, na qual havia feito a sua estreia. Além disso, estreou no posto 136 no Reino Unido e atingiu a décima primeira colocação na tabela Bubbling Under Hot 100 Singles, publicada pela revista norte-americana Billboard. Ainda na América do Norte, posicionou-se no quarto posto da tabela Hot Dance/Electronic Digital Songs nos Estados Unidos, enquanto alcançava o número 67 na tabela canadiana de downloads digitais.
| País — Tabela musical (2011)                                    | Posição de pico |
| --------------------------------------------------------------- | --------------- |
| Alemanha — Media Control Download Chart                         | 90              |
| Canadá — Hot Digital Songs (Billboard)                          | 67              |
| Coreia do Sul — International Digital Download Chart (Gaon)     | 20              |
| Estados Unidos — Bubbling Under Hot 100 Singles (Billboard)     | 11              |
| Estados Unidos — Hot Dance/Electronic Digital Songs (Billboard) | 4               |
| Itália — Hit Parade (FIMI)                                      | 92              |
| Reino Unido — UK Singles Chart (OCC)                            | 136             |